# کوفی کوائو
کوفی کوائو (انگلیسی: Koffi Kouao؛ زادهٔ ۲۰ مهٔ ۱۹۹۸) بازیکن فوتبال اهل ساحل عاج است.
از باشگاه‌هایی که در آن بازی کرده است می‌توان به باشگاه فوتبال ویزلا اشاره کرد.
وی همچنین در تیم ملی فوتبال زیر ۲۳ سال ساحل عاج بازی کرده است.